# درزدنکو
دِرِزدنکو (به لاتین: Drezdenko؛ تلفظ لهستانی: [drɛzˈdɛŋkɔ]) یک شهر در لهستان است که در گمینا درزدنکو واقع شده‌است.
درزدنکو ۱۰٫۷۴ کیلومتر مربع مساحت و ۹٬۸۰۴ نفر جمعیت دارد.

## خواهرخوانده
شهرهای وینزن (لوهه) و وورث آن در راین خواهرخوانده‌های درزدنکو هستند.